# La Victoria (Ecuador)
La Victoria è una parrocchia urbana dell'Ecuador, capoluogo del cantone di Las Lajas, nella provincia di El Oro.